# 奧博濟夫卡
49°27′35″N 29°28′36″E / 49.45972°N 29.47667°E
奧博濟夫卡（烏克蘭語：Обозівка），是烏克蘭的村落，位於該國西南部文尼察州，由文尼察區負責管轄，面積0.08平方公里，海拔高度199米，2001年人口94，人口密度每平方公里1,236.84人。